# أنتي مرميتش
أنتي مرميتش هو لاعب كرة قدم كرواتي في مركز حراسة المرمى، ولد في 6 أغسطس 1992 في فينكوفسي في كرواتيا. لعب مع إنتر زابرشيتش ودينامو زغرب ونادي سيغيستا ونادي فاراجدين.

## وصلات خارجية
- أنتي مرميتش على موقع قاعدة بيانات كرة القدم.إي يو (الإنجليزية)
- أنتي مرميتش على موقع Soccerway.com (الإنجليزية)
- أنتي مرميتش على موقع AS.com (الإسبانية)